# 吊丝单
吊丝单（学名：Dendrocalamopsis variostriata）为禾本科绿竹属下的一个种。

## 扩展阅读
- 維基物種上的相關：吊丝单